# Bio-MEMS

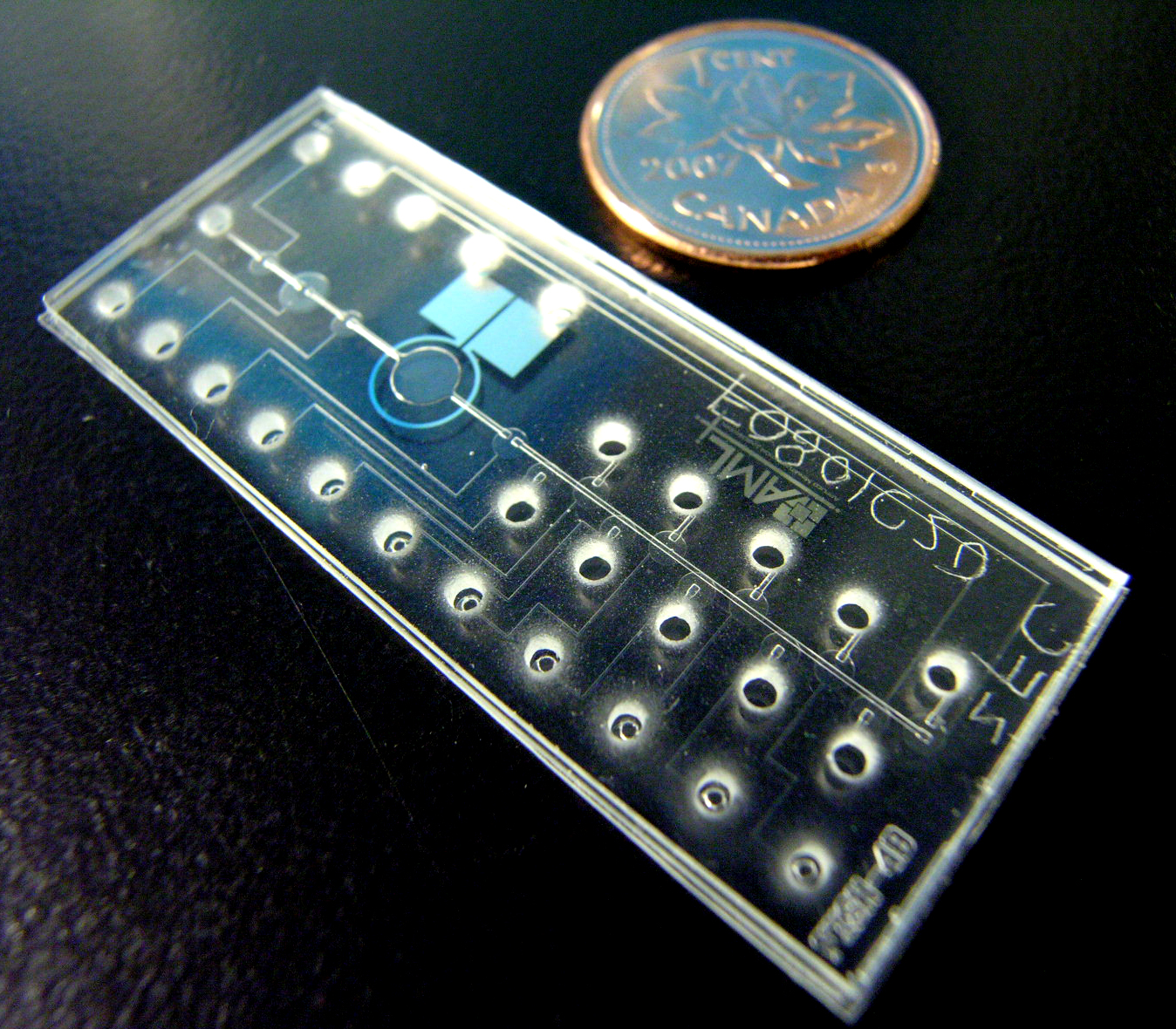
Un esempio di bio-MEMS

Diagramma di Venn che mostra affinità e differenze tra bio-MEMS, lab-on-a-chip, μTAS

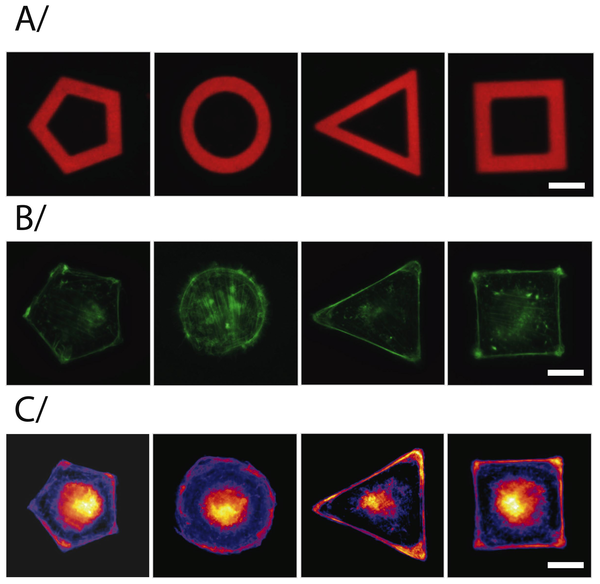
A)Micropatterning di Fibronectina su una superficie di vetro PNIPAM
B) e C) singoli fibroblasti spazialmente vincolati alla geometria della fibronectina

Bio-MEMS, acronimo per sistemi microeletromeccanici biomedici/biologici sono dei dispositivi che si sovrappongono per funzioni ai lab-on-a-chip (LOC), e spesso il termine è usato come sinonimo di quest'ultimo e con sistemi di analisi μTAS.
I Bio-MEMS si focalizzano tipicamente su parti meccaniche e tecnologie di microfabbricazione adattati per applicazioni biologiche.
D'altra parte i LOC sono singoli chip che danno la possibilità di esperimenti e processi di laboratorio in un ambiente miniaturizzato ed integrato.
Con questa definizione, i dispositivi LOC non hanno strettamente applicazioni biologiche, sebbene per lo più sono facilmente adattabili allo scopo.
Similmente i μTAS sono usati in analisi chimiche piuttosto che biologiche.
Una definizione più lasca per i bio-MEMS a cui si fa riferimento è: la scienza e la tecnologia per operare a microscala per applicazioni biologiche e biomediche, che possono includere o no funzioni elettroniche o meccaniche.

## Bio-MEMS in ingegneria dei tessuti
Convenzionalmente la tecnologia della coltura cellulare non è disponibile per permettere efficacemente test di fattori di crescita, geni, neuropeptidi, e retrovirus nella coltura cellulare media.
La coltura di cellule microfluidica è potenzialmente un grande miglioramento poiché può essere automatizzata, e quindi ridurre i costi.